# 女堀

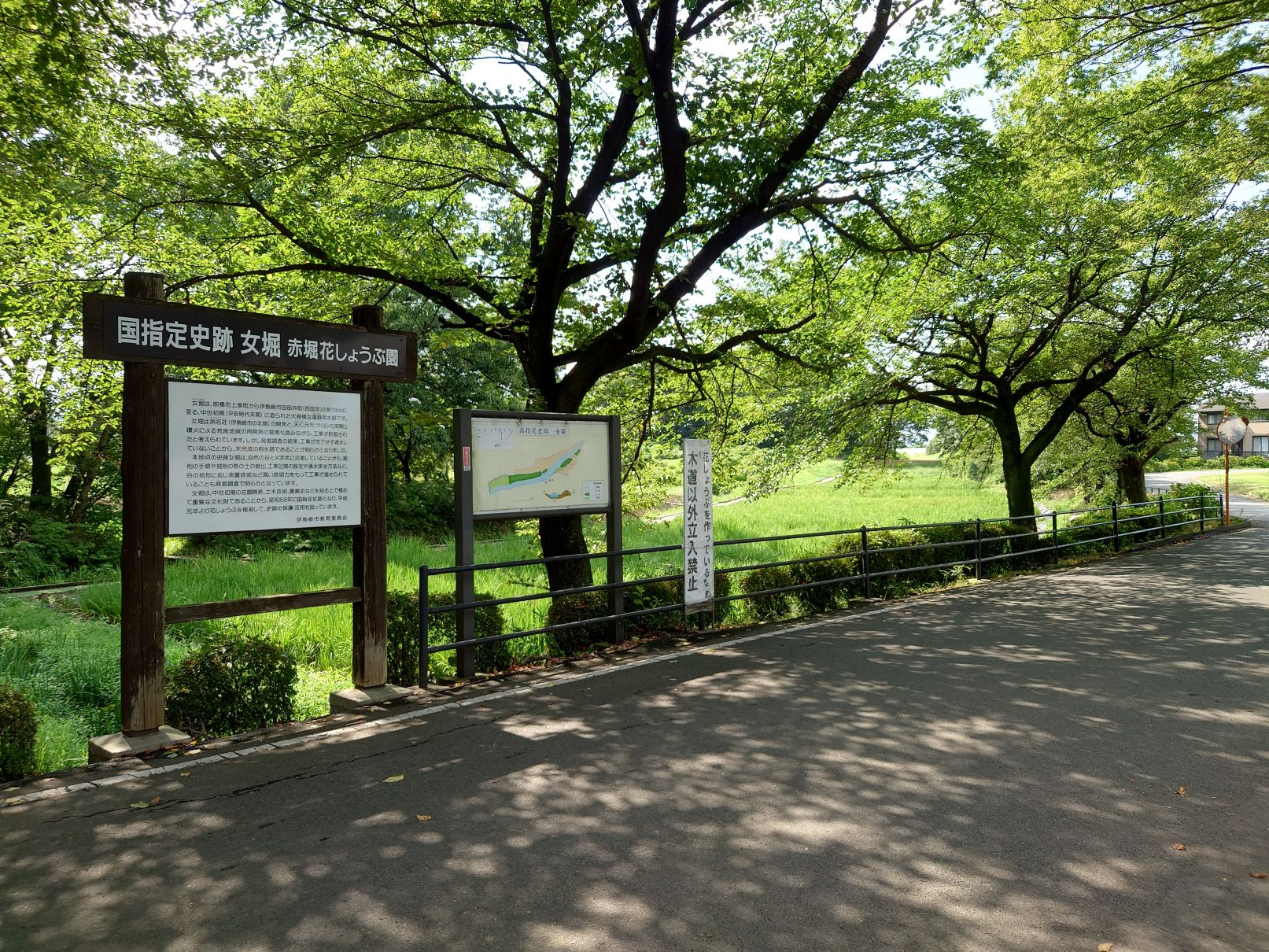
女堀（伊勢崎市下触町、赤堀花しょうぶ園）

女堀（おんなぼり）は、群馬県赤城山南麓にある中世初期の水利遺跡。標高95メートルの等高線に沿う形で、前橋市上泉町から伊勢崎市国定町までの東西12.75キロメートル・幅15 - 30メートル・深さ3 - 4メートルの規模で築かれた溝である。平安時代末期に造られた未完成の農業用水路跡と推定されている。一部が国の史跡に指定されている。

## 概要

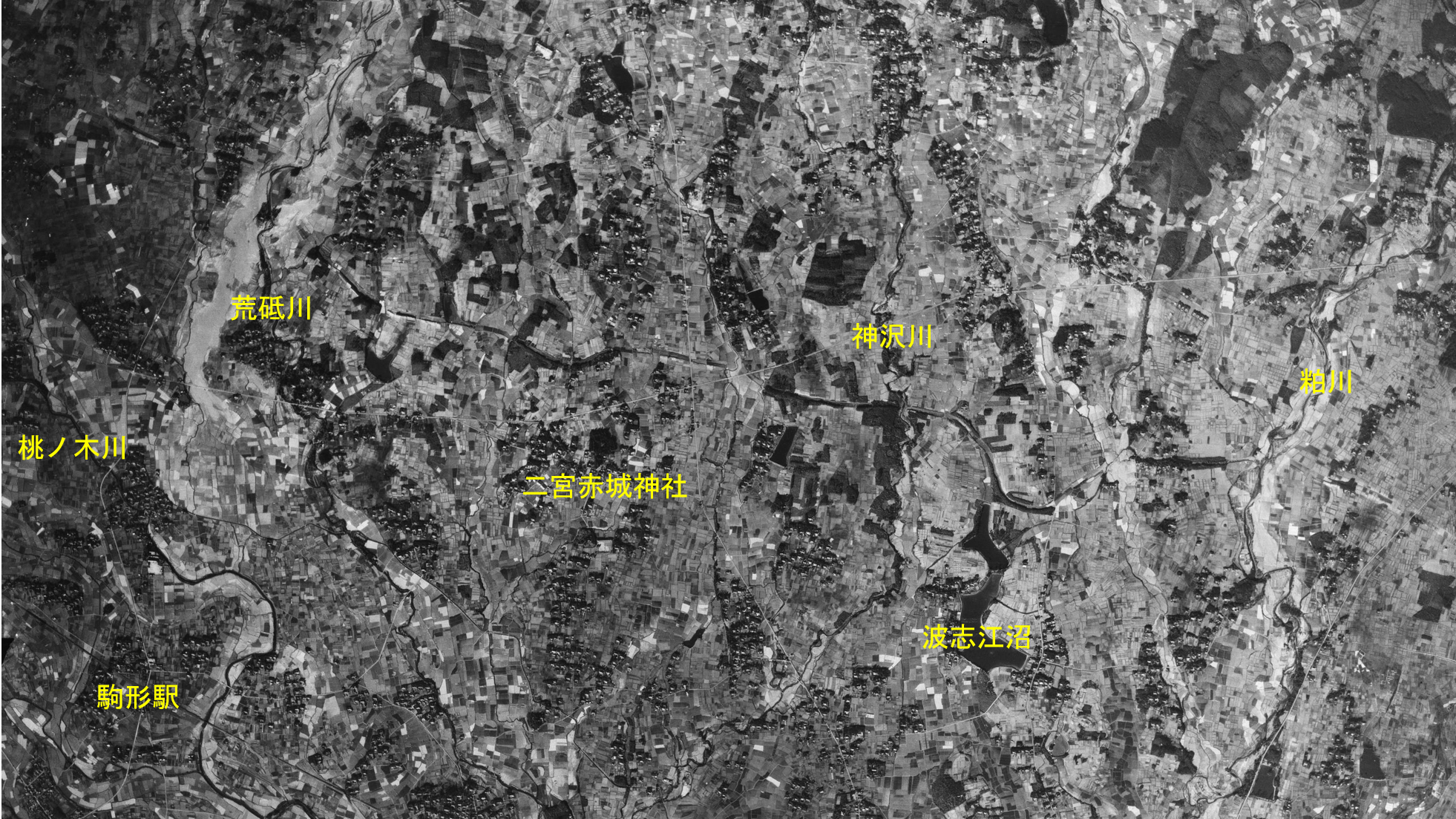
1947年に、現在の前橋市南東部から伊勢崎市北部地域を撮影した空中写真。女堀は画面左上から右にかけて東西に走る。

伝承では、女性が簪で一夜で掘った溝の跡であるとか、女天下の時（推古天皇や北条政子）に掘られた溝の跡であるなどと言われてきた。しかし、後述のように各地に「女堀」が点在していることから、現在では「嫗（おうな）＝役に立たない」ことに由来する（峰岸純夫説）という説と、「大溝（おおうてな）」に由来する（丸山知良説）という説がある。
従来は平安時代末期の新田氏開削説、鎌倉時代の上野国守護安達氏開削説、室町時代の上野国守護上杉氏開削説なども存在したが、発掘調査の結果、後述するように平安時代末期に秀郷流藤原氏の一族によって開削されたという説が有力となっている。
1979年（昭和54年）から1983年（昭和58年）にかけて行われた発掘調査では、女堀の掘削排土の下から1108年（天仁元年）の浅間山噴火のテフラが見つかった。それにより、12世紀中期に建設されたと考えられている。女堀の目的地は1130年（大治5年）に待賢門院によって創建された法金剛院の荘園であった渕名荘であり、渕名荘は法金剛院創建と同時期に在地豪族によって施入された地とみられる。渕名地域の開発領主としては秀郷流藤原氏の渕名兼行の名が伝わっており、その嫡流・藤姓足利氏と女堀通過地域に土着している大胡氏や山上氏といった兼行流藤原氏の同族集団が建設工事の主体であったとみられている。また、それに加えて上野国衙・在庁の関与も指摘されている。
取水地は当時利根川の主流であった現在の桃木川とみられている。起点の上泉は標高98メートル、終点の西国定独鈷田は標高94メートルと標高差が少ないため平均勾配は3300分の1ときわめて緩い上、荒砥川・神沢川・粕川といった河川を越える必要があるため高度な技術の要求される難工事だったと推察される。
発掘の結果通水の痕跡がないことが確認されており、未完成に終わった原因としては、洪水などの自然的原因、渡河方法などの技術的要因、内乱などの政治的要因が指摘されている。また、近年では現地の有力な武士であった義国流河内源氏と秀郷流藤原氏が12世紀中期から土地支配を巡って次第に対立関係に陥った事（代表的な例として源姓足利氏と藤原姓足利氏が足利荘の支配巡って争った事件など）が工事を中断に追い込んだとする見方がある。
現在ではそのほとんどが埋没したり、水田などに転用されているが、前橋市富田町・二之宮町・飯土井町などの、比較的保存のよい部分が断続的に国の史跡に指定されている。また伊勢崎市下触町では女堀が桂川の河道となっている場所もある。
| 市名     | 地区名     | 指定年月日       | 所在地                        | 位置情報                                                                  |
| -------- | ---------- | ---------------- | ----------------------------- | ------------------------------------------------------------------------- |
| 前橋市   | 富田地区   | 昭和58年10月27日 | 前橋市富田町720-1             | 北緯36度22分57.0秒 東経139度08分36.0秒 / 北緯36.382500度 東経139.143333度 |
| 前橋市   | 二之宮地区 | 昭和58年10月27日 | 前橋市二之宮町292 荒子町640-1 | 北緯36度22分17.0秒 東経139度09分57.5秒 / 北緯36.371389度 東経139.165972度 |
| 前橋市   | 飯土井地区 | 昭和58年10月27日 | 前橋市飯土井町560-8           | 北緯36度22分11.5秒 東経139度10分50.0秒 / 北緯36.369861度 東経139.180556度 |
| 前橋市   | 前工団地区 | 昭和58年10月27日 | 前橋市東大室町164-2           | 北緯36度22分10.0秒 東経139度11分08.0秒 / 北緯36.369444度 東経139.185556度 |
| 前橋市   | 東大室地区 | 昭和58年10月27日 | 前橋市東大室町217             | 北緯36度22分07.0秒 東経139度11分25.5秒 / 北緯36.368611度 東経139.190417度 |
| 伊勢崎市 | 赤堀地区   | 昭和58年10月27日 | 伊勢崎市下触町217             | 北緯36度22分00.4秒 東経139度11分34.2秒 / 北緯36.366778度 東経139.192833度 |

## その他の「女堀」
前述のように「女堀」の名の付く用水路およびその痕跡は群馬県内や埼玉県において複数確認されている。

### 群馬県
- 北群馬郡吉岡町から前橋市総社町 - 三宮神社付近（字溝祭）から総社の字大屋敷まで至る南北に延びる低い畑地[5]。
- 前橋市天川二子山古墳北および岩神 - 『前橋風土記』による[1][5]。
- 前橋市上小出・下小出 - 小字[1][5]。
- 前橋市西善・両家 - 小字[1]。溝跡あり[5]。
- 伊勢崎市上之宮 - 天明大噴火の軽石で埋没したという[5]。
- 伊勢崎市西太田 - 溝跡あり[5]。
- 伊勢崎市茂呂から境上武士 - 溝跡あり[5]。

### 埼玉県
- 本庄市北堀 - 『武蔵志』による[1]。九郷用水の流末となっている[5]。
- 児玉郡神川町関口 - 暦応3年（1340年）安保光泰譲状に見える。女堀の初見[5]。
- 川越市霞ケ関[13] - 小字[5][1]。
- 東松山市美土里町・石橋境付近[13] - 小字[5][1]。
- 比企郡嵐山町菅谷・千手堂・平沢境付近[13]。

### その他
- 東京都大田区西嶺町から鵜の木 - 『世田谷紀行』による。六郷用水の一部区間を女堀と呼んだ[1]。
- 長野県上田市 - 「童女堰」という用水路があり、吉田用水の開削により廃溝になったとされる[1]。

## 関連文献
- 能登健「女堀」（『日本史大事典 1』（平凡社、1992年）ISBN  978-4-582-13101-7）
- 峰岸純夫「女堀」（『国史大辞典 15』（吉川弘文館、1996年） ISBN 978-4-642-00515-9）
- 『図説 日本の史跡 第4巻 古代I』、同朋舎、1991　(ISBN 978-4-810-40927-7)